# Wir bitten zum Tanz
Wir bitten zum Tanz ist eine deutsche Filmkomödie und ein typischer Wiener Film aus dem Jahr 1941.

## Handlung
Karl Hofeneder ist der Inhaber einer renommierten Wiener Tanzschule, in der Töchter und Söhne angesehener Familien Unterricht nehmen. Eines Tages erfährt Hofeneder, dass Georges Roublé im gleichen Bezirk eine Tanzschule eröffnet und ihm Konkurrenz macht. Vor zweiundzwanzig Jahren waren Roublé und Hofeneder, damals noch Freunde, in die gleiche Frau verliebt gewesen. Hofeneder hatte das Nachsehen gehabt und ist seitdem auf Roublé böse. Roublés Tochter, Sylvia, die aufgrund ihrer mangelhaften schulischen Leistungen nicht in der Schule ihres Vaters tanzen darf, nimmt heimlich Unterricht bei Hofeneder, der nicht weiß, um wen es sich bei Sylvia handelt. Nachdem Sylvia auf der Straße durch ein Missgeschick zufällig dem wohlhabenden Alexander Hartenau begegnet, als dieser vor einer arrangierten Verlobung davonläuft, meldet sich Hartenau – getarnt als sein eigener Kammerdiener – ebenfalls in Hofeneders Tanzschule an, um auf diese Weise Sylvia näher kennenlernen zu können.
Roublé lädt Hofeneder zu seinem Kostümfest „So tanzt Wien“ ein. Vor dem Besuch dieser Veranstaltung sperrt Hofeneder beim Verlassen seiner eigenen Tanzschule versehentlich Sylvia und Xandl in den Schulräumlichkeiten ein. Auf dem Kostümfest versöhnt sich Roublé mit dem widerstrebenden Hofeneder. Mitten in der Nacht überredet Hofeneder die bereits beträchtlich angeheiterte Gesellschaft, noch mit ihm in seine Tanzschule zu kommen. Dort überrascht die Runde Sylvia und Xandl. Roublé tobt über Hofeneders vermeintliche Niedertracht; er nimmt an, dass Hofeneder das Zusammensein der beiden jungen Leute bewusst arrangiert habe. Hofeneder unterstellt seinerseits Roublé, ihm seine Tochter absichtlich unterschoben zu haben, um seine Tanzschule zu diskreditieren.
Als Roublé Sylvia ins Internat stecken will, flüchtet sich diese zu Hofeneder in dessen Wohnung und fleht ihn an, Xandl ausfindig zu machen, was Hofeneder auch widerstrebend tut. Xandl soll wieder einmal gegen seinen Willen verlobt werden. Es kommt zu einer Auseinandersetzung zwischen Hofeneder und dem alten Grafen Hartenau, in der Hofeneder versucht, Xandls Verlobung zu verhindern. Als Xandl davon erfährt, verlässt er jedoch mit Einverständnis der ihm zugedachten Verlobten die Feier und geht zu Hofeneders Wohnung, wo er Sylvia allein vorfindet. Hofeneder ist inzwischen zu dem verzweifelten Roublé gegangen, der nicht weiß, wo seine Tochter ist. Beide gehen in Hofeneders Wohnung, wo die Geschichte aufgeklärt wird und Xandl um die Hand Sylvias bittet. Der Skandal ist damit abgewendet; Roublé und Hofeneder betreiben von nun an eine gemeinsame Tanzschule, und die Verlobung von Sylvia und Xandl wird auf einem rauschenden Ball verkündet.

## Hintergrund
Der Film zählt zu den Höhepunkten von Hans Mosers Schaffen. Er singt darin – gemeinsam mit Paul Hörbiger – auch eines der wohl schönsten von ihm interpretierten Lieder: „Ich trag im Herzen drin a Stückerl altes Wien“, komponiert von Anton Profes, getextet von Josef Petrak.

## Auszeichnungen
- Die Filmprüfstelle verlieh Wir bitten zum Tanz das Prädikat „volkstümlich wertvoll“

## Kritiken
- "Konkurrenzkampf zweier Tanzmeister in einem von Rührseligkeit und „Gemüt“ triefenden tanzseligen Wien. Billiges Amüsement." – 6000 Filme. Kritische Notizen aus den Kinojahren 1945 bis 1958. Handbuch V der katholischen Filmkritik, 3. Auflage, Verlag Haus Altenberg, Düsseldorf 1963, S. 490

- „(…) rührseliger Walzerfilm.“ (Wertung: 2 Sterne = durchschnittlich) – Adolf Heinzlmeier und Berndt Schulz in Lexikon „Filme im Fernsehen“ (Erweiterte Neuausgabe). Rasch und Röhring, Hamburg 1990, ISBN 3-89136-392-3, S. 934

- „Die Flucht der Filmproduzenten in die Vergangenheit ist nicht zu übersehen. Wieder einmal wird Wien um die Jahrhundertwende gezeigt.“ – Karlheinz Wendtland in Geliebter Kintopp, Jahrgang 1941 und 1942, Berlin, zweite Auflage 1989–1996, ISBN 3-926945-04-4